# Corrado I Trinci
Corrado I Trinci (... – 1343) è stato un nobile italiano, signore di Foligno.

## Biografia
Nato da Nallo I Trinci e da Chiara Gabrielli, figlia di Cante Gabrielli, Signore di Gubbio, successe al fratello Ugolino I Trinci nella Signoria di Foligno, assumendo il titolo di Gonfaloniere di Giustizia e Capitano del Popolo dal 1338.
Fu anche capitano del popolo ad Orvieto dal 1323, podestà di Firenze nel 1330, governatore e capitano di Bevagna dal 1335, podestà di Limigiano dal 1340 e capitano del popolo a Siena nel 1341.
Morì nel 1343, lasciando i figli Rinaldo e Corrado II Trinci.